# To fyre og en pige
To fyre og en pige er en svensk komediefilm fra 1983 instrueret af Lasse Hallström. Filmen har blandt andre Magnus Härenstam, Brasse Brännström og Pia Green i hovedrollerne.

## Handling
Thomas, Klasse og Anna mødtes alle i Stockholm i 1960'erne. De hang ud og optrådte alle i studenterevyen, men efter afsluttet studium skildtes deres veje. 17 år senere mødes de igen og stærke følelser vækkes til live.

## Medvirkende (i udvalg)
- Magnus Härenstam som Klasse Wallin
- Brasse Brännström som Thomas Bengtsson
- Pia Green som Anna Wallin
- Lars Amble som Fredrik Wahlgren
- Ewa Fröling som læge
- Svea Holst som patient